# Pazo de Cea
El Pazo de Cea es una casa señorial situada en la parroquia de Nigrán, en el municipio pontevedrés de Nigrán (Galicia, España). Se trata de una propiedad privada reconvertida en restaurante, hotel rural y lugar para realización de eventos como reuniones o bodas. Se considera monumento histórico artístico y bien de interés cultural.

## Descripción
Se trata de un pazo típicamente gallego con influencias portuguesas, con muros de granito con perpiaño de cantería en esquinales, con planta en forma de "L". En la esquina interior cuenta con una escalinata que desemboca en una solaina con balaustres de granito sobre soportal de arco de vuelta perfecta. El resto de la fachada es simple, con huecos sencillos, excepto un balcón sostenido con grandes ménsulas.
Hay que destacar el impresionante portón de piedra, con un muro rematado por almenas, puertas adinteladas entre pilastras rematado por pináculos; además tiene tres escudos y la inscripción Se hizo por D. Bernardo de Cea Añel y Romay año 1813. 
Cuenta además con una capilla cercana al portón, un palomar, una fuente blasonada y un gran hórreo gallego. Hay que destacar su jardín.
Para habilitar el edificio al uso actual se construyó un moderno pabellón en la parte trasera.

## Historia
El pazo se construye en el último tercio del siglo XVI por el abad de la antigua parroquia de Nigrán, Joan de Cea. La historia no es aún muy conocida, pero se cree que fue la familia Cea, familia del abad y relacionada con importantes liñajes gallegos (Romai, Añel, Gándara, Mariño o Troncoso), la heredera del pazo. Tuvo un papel decisivo en la historia del municipio en los siglos XVII y XVIII. A diferencia del uso común de los pazos gallegos como centro de explotaciones agrícolas, el Pazo de Cea siempre fue una mansión residencial. Sufrió varias reformas, la mayor en 1813 por Bernardo de Cea. Desde entonces la familia Cea habitó el pazo, hay que destacar que en sus últimos días de residencia privada (finales del siglo XX), habitó en él la escritora de origen gallego Elena Quiroga. Después quedó abandonado hasta que en 2011 fue comprado para uso hostelero.

## Nuevo uso y visita
En 2011 la empresa Organiza Nigrán S.L. restauró y rehabilitó el pazo como lugar de celebración de todo tipo eventos, como bodas o actos empresariales. Fue inaugurado en 2012. Además cuenta con un restaurante abierto al público regentado por Casa Solla, que cuenta con una estrella Michelin desde el año 1980.
La finca está abierta al turismo y el propio pazo organiza visitas guiadas. El jardín mide 4,4 hectáreas.

## Galería de imágenes
|                               |
| Tierras con el pazo al fondo. |

|         |
| Escudo. |

|         |
| Escudo. |

|         |
| Escudo. |

|                                 |
| Portón y lateral de la capilla. |

|                                 |
| Entrada con el portón de fondo. |

|         |
| Jardín. |